# Поле Айсулу
«Поле Айсулу» (кирг. Айсулуунун талаасы) — советский чёрно-белый фильм 1976 года, снятый режиссёром Усенжаном Ибрагимовым на киностудии «Киргизфильм».
Премьера фильма состоялась 18 декабря 1978 года. Прокат — 2,1 млн зрителей.

## Сюжет
Айсулу Ахматова сталкивается с насилием со стороны своего супруга, завидуя её успехам как передовика хлопководства. После оскорблений и побоев Айсулу уходит с дочкой к родителям, но там её осуждают. Председатель колхоза Касымов пытается уговорить её вернуться к мужу. В итоге Айсулу покидает родное село и начинает новую жизнь в целинном колхозе, где её назначают бригадиром. Она успешно обрабатывает трудное каменистое поле и добивается первого урожая, подтверждая свою силу и стойкость.

## В ролях
- Аида Юнусова (дублировала Лилиана Алешникова) — Айсулу
- Бакен Кыдыкеева (дублировала Ольга Маркина) — Ибрагимова
- Баба Аннанов (дублировал Олег Мокшанцев) — Абдураимов
- Ануарбек Молдабеков (дублировал Юрий Саранцев) — Касымов
- Латифа Календерова (дублировала Валентина Беляева) — Эне
- Капар Медетбеков (дублировал Владимир Прохоров) — отец Айсулу
- Бакирдин Алиев (в титрах Бахадир Алиев, дублировал Чеслав Сушкевич) — Икрам-аке
- Джамбул Худайбергенов (дублировал Валентин Грачёв) — Сыргак
- Алмаз Кыргызбаев — Джоробай
- Турсун Темиркулов — Умар
- Алиман Джангорозова — апа

## Съёмочная группа
- Сценаристы: Николай Коханов, Леонид Дядюченко
- Режиссёр: Усенжан Ибрагимов
- Оператор: Алексей Ким
- Художник: Казбек Жусупов
- Композитор: Таштан Эрматов
- Звукорежиссёр: Али Ахмадеев

В фильме звучит музыка в исполнении Государственного симфонического оркестра кинематографии СССР, дирижёр Иван Шпиллер.
Фильм дублирован на киностудии им. М. Горького.
- Режиссёр дубляжа: Ирина Чистова
- Звукорежиссёр: Виль Ермолин